# آد ورلد: نيو آن تاستي
آد ورلد: نيو آن تاستي (بالإنجليزية: Oddworld: New 'n' Tasty!)‏، هي لعبة فيديو من نوع لعبة المنصات ويعرف حالياً منصات سينمائية، أنتجت سنة 2014م، وتعمل على عدة أنظمة ألعاب فيديو، منها بلاي ستيشن 4 وإكس بوكس ون وويندوز.

## وصلات خارجية
- الموقع الرسمي
- Oddworld: New 'n' Tasty! على موقع غيم فاكس